# Manuel Pacífico Antequeda
Manuel Pacífíco Antequeda (Mendoza, 25 de marzo de 1860 -Santa Fe, 8 de febrero de 1920) fue un educador argentino.

## Biografía
La prolífica labor desarrollada por Manuel Pacífico Antequeda a través de toda una vida consagrada a la educación, impone a las generaciones presentes el deber de rendir el merecido homenaje de reconocimiento a este maestro que siguiendo las huellas de Sarmiento, trazó surcos profundos en la historia de la enseñanza argentina y sembró la semilla de la ciencia, la verdad y el amor a la Patria, cuyos frutos integran el patrimonio moral y cultural de la Nación.

### Inicios y estudios
Hijo de Cleofe Antequeda y Rosario Encina Recuero, había heredado de su madre la sangre patricia del Coronel Casimiro Recuero, que acompañara al General San Martín en su Campaña Libertadora al Perú.
Luego de realizar sus estudios primarios en la ciudad de Mendoza, se trasladó a la provincia de Entre Ríos, ingresando a la famosa Escuela Normal de Paraná, en la que tuvo condiscípulos de la talla de Alejandro Carbó, Leopoldo Herrera, Pío Caballero y Julio Leonidas Aguirre.
En esa escuela obtuvo el título de Maestro Normal en 1878 y de Profesor Normal en 1879, recibiendo el diploma correspondiente, junto a sus once compañeros de promoción, de manos de Don Domingo Faustino Sarmiento. Al llegar el turno a Antequeda, Sarmiento le preguntó, en el estrado y ante un público numeroso, cuáles eran sus aspiraciones futuras, al contestar Antequeda que pensaba trasladarse a Córdoba a seguir estudios de Derecho, Sarmiento le replicó en voz alta: "El país no necesita abogados sino maestros para difundir la cultura, enseñar el respeto a la ley y la defensa de la libertad".

### Trabajo en San Juan
En efecto, a requerimiento de Sarmiento aceptó la Dirección de la Escuela Normal "Sarmiento" de esa provincia hasta 1882, año en que Domingo Faustino Sarmiento, en mérito a su ya probada competencia, lo designa Inspector Nacional de Escuelas en la provincia de San Juan.
En 1886, comisionado por el Ministerio de Instrucción Pública de la Nación, funda la primera Escuela Normal de Maestros en San Juan, la que organiza y dirige secundado por Víctor Mercante. Al refundirse dicho instituto con el Colegio Nacional, en virtud del Decreto Magnasco de 1889, Antequeda continuó al frente del mismo como Rector.
Dice el profesor Manuel Chavarría que: "El prestigio intelectual y los dotes personales de Antequeda como administrador muy pronto salvaron los límites de la Escuela Normal para extenderse a todas las esferas sociales de San Juan", donde se desempeñó en numerosos cargos públicos y asociaciones de bien común.
Por su parte Hilario Velasco Quiroga expresa que: "cuesta creer que un hombre aún contraído por entero a la función pública pueda realizar tanto como el profesor Antequeda frente a las distintas reparticiones en que le tocó actuar".
Se desempeñó como Intendente municipal de San Juan realizando numerosas obras en corto tiempo, "ornamentó las calles de la ciudad, las plazas y los paseos; reconstruyó el parque y los caminos y demarcó el radio urbano". También construyó la Avenida "Puyuta", que luego llevó su nombre.
Pero más que sus obras es su personalidad la que se consagra al frente de la Intendencia y al abandonar la misma para ocupar el cargo de ministro de Gobierno e Instrucción Pública de San Juan, el personal de esa dependencia le obsequia un pergamino con la siguiente leyenda: "Rectitud, talento, deseo de ser útil, honradez acrisolada y tacto exquisito en la dirección de cosas de orden público, fueron las bases en que descansó la Intendencia Municipal durante la administración del esclarecido ciudadano Manuel P. Antequeda".
Desempeñó además los cargos de Vocal del Consejo de Educación de San Juan (durante quince años), Director General de Escuelas, Diputado provincial varias veces, Senador provincial y Ministro de Gobierno e Instrucción Pública durante el gobierno del doctor Vidart.
Desde todas estas funciones impulsó el progreso de la provincia de San Juan en forma fructífera, apoyando especialmente la educación pública, dándole a la provincia una legislación escolar completa, construyendo escuelas, dignificando al maestro y enseñando con el ejemplo de una vida colmada de virtudes personales.
Inspirado en las ideas de Pablo A. Pizzurno, implantó en San Juan y por primera vez en el país, la enseñanza manual en las escuelas.
Fundó en esa provincia los diarios "La Provincia" y "La Ley" así como la revista "El Educacional", la primera publicación de enseñanza aparecida en el interior del país.

### Trabajo en Entre Ríos
Cuando llegó el doctor Enrique Carbó Ortíz a la primera magistratura de Entre Ríos, designó a Antequeda como Director General de Escuelas de esa provincia por considerarlo el hombre señalado por sus brillantes antecedentes como el indicado para concretar la monumental obra
educativa que se proponía emprender.
Pero la actuación de Antequeda en el cargo será dilatada ya que en el transcurso de doce años colaborará desde el mismo no solamente con Carbó, sino también con los dos gobernantes que le sucedieron: Faustino Parera (1907-1910) y Prócoro Crespo (1910-1914).
Antequeda en Entre Ríos lo transforma todo: legislación escolar, escuelas, planes de estudio, programas, en una labor tesonera, austera y ejecutiva. Por eso, su inmediato colaborador por espacio de más de diez años, el profesor Manuel S. Alier, pudo decir que "Fue un creador. Mientras hace cuarenta años, la mayoría de los educadores argentinos decía lo que debía hacerse para solucionar los problemas de nuestra educación, hablaba en congresos pedagógicos, pronunciaba discursos, daba conferencias o escribía libros; Manuel P. Antequeda trabajaba en silencio, construía, realizaba lo que otros esbozaban en la literatura profesional".
Las primeras medidas de Antequeda en Entre Ríos se orientan a la dignificación del magisterio, haciendo abonar en primer término los siete meses de sueldos que se les debía a los maestros, los que se siguieron pagando puntualmente durante sus doce años de gobierno escolar.
También se preocupó de la preparación de los educadores cuando asumió el cargo en 1903, sólo el 35% de los maestros de la provincia eran diplomados. Para solucionar esta deficiencia establece la prohibición de designar en el futuro maestros sin títulos, al mismo tiempo que implanta "Cursos Temporarios" para que los maestro de campaña puedan obtener títulos habilitantes. De esta forma, al retirarse del cargo en 1914, el porcentaje de maestros diplomados se ha elevado al 88%.
Implanta también un régimen de "Conferencias Pedagógicas" periódicas para maestros en las ciudades cabeceras de departamentos a fin de perfeccionar a los mismos y bajo su dirección, el "Boletín del Consejo de Educación de Entre Ríos" se convierte en un órgano de difusión de los mejores métodos pedagógicos al alcance de todos los maestros, en el que colaboran los más prestigiosos educadores argentinos de le época.
A él se debe que los maestros entrerrianos logren el primer escalafón docente provincial del país.
Importante también es su labor en materia de legislación escolar. Bajo su inspiración, Entre Ríos es la primera provincia argentina que incorpora a su constitución un capítulo dedicado a la enseñanza (Constitución de 1903, que reemplazó a la de 1883).
Pertenecía Antequeda a una generación de educadores que impugnaban la enseñanza que se impartía a fines del siglo pasado y principios del presente, sosteniendo la necesidad de una reforma que la adecuara a las necesidades específicas del individuo con el objeto de prepararlo prácticamente para la vida, en relación al medio y a las condiciones que estructuran la sociedad en que habrá de desenvolverse. Sostenía que ello se obtendrá eliminando conocimientos superfluos sobre la base de programas y planes de estudio sintéticos, específicos y prácticos. Por eso expresaba: "La escuela antigua rompe sus viejos moldes. Los sistemas niveladores de aptitudes van desapareciendo. Un sano criterio positivo y científico desgaja del árbol enciclopédico de los conocimientos aquello que pueda ser útil a los individuos, aquello que esté más de acuerdo con sus tendencias y con el medio en que van a desarrollar sus energías", Y esta idea matriz es la que habrá de concretar tanto en la legislación escolar como en todas sus realizaciones concretas.
Así, la nueva Constitución entrerriana establece que la enseñanza debe comprender: "Las asignaturas que sirvan más directamente para satisfacer las necesidades intelectuales y materiales de la vida, para moralizar las costumbres y para formar la capacidad política del ciudadano".
Logra también la autonomía rentística de la administración escolar.
Por ley de 1904, la provincia sanciona la Ley de Enseñanza Pública, proyectada por Antequeda, que es la más completa de su época.
Cambia los planes de enseñanza, aprueba nuevos programas, organiza el Consejo de Educación y dicta numerosas reglamentaciones para cada dependencia y cada tipo de escuela, que luego compila en forma sistemática y metódica.
Su labor educativa puede resumirse así: en 1903 la población estudiantil de Entre Ríos era de 13.000 alumnos y el índice de analfabetismo del 39%. Cuando dejó el cargo en 1914, 55.000 alumnos concurrían a las escuelas y el porcentaje de analfabetos se había reducido al 12%.
Sostenía que las escuelas debían estar donde eran necesarias y por ello construyó numerosas escuelas en la campaña, en una época en que casi todas funcionaban en las ciudades.
Siguiendo el mismo orden de ideas, construyó las dos primeras "Escuelas Flotantes" del país que fueron destinadas a prestar servicios en la zona del Ibicuy y que eran trasladadas en épocas de crecientes siguiendo el traslado de la población.
En el período de doce años de labor creó 200 escuelas e hizo construir 150, levantándolas en edificios adecuados para sus fines específicos en cuya construcción se tuvieron en cuenta, por primera vez en el país, las más modernas concepciones de higiene y arquitectura escolar.
Por su trascendencia en el desarrollo económico posterior de Entre Ríos, cabe destacar la creación de la Escuela Normal de Maestros Agrarios "Alberdi", la primera de su tipo en Sudamérica que inaugura el 15 de julio de 1904. De esta escuela saldrán maestros para la campaña capacitados no sólo para impartir la enseñanza común, sino también para enseñar teórica y prácticamente a sus alumnos los conocimientos técnicos elementales y necesarios para las labores del agro, y auxiliares con su asesoramiento a los pequeños industriales, agricultores y ganaderos de las zonas en que desarrollarán sus funciones.
Completando la creación anterior, en 1908, establece las Escuelas Elementales con Anexos Agropecuarios, vale decir las escuelas primarias rurales en las que habrán de impartir la enseñanza los maestros egresados de la Escuela "Alberdi".
En 1910 publica el primer "Mapa Escolar, Geográfico - Estadístico" del país.
Es uno de los precursores de la Medicina Escolar, la que organiza en la provincia reglamentando sus funciones, al mismo tiempo que elabora las correspondientes instrucciones para directores y maestros sobre higiene escolar, principios que son tenidos en cuenta en la construcción de escuelas y hasta en el diseño de los pupitres de los alumnos.
Creó bibliotecas en todo centro escolar y estimuló con resultados sumamente halagüeños la acción privada en favor de la escuela.
Al ser intervenida la provincia de Entre Ríos en 1914, Antequeda presenta su renuncia, la que es aceptada con especial reconocimiento a su labor patriótica. El matutino "El Diario" de Paraná de esa fecha destaca este hecho de la siguiente forma "Ayer aceptó en forma honrosa, la renuncia del profesor Antequeda. Se retira del cargo que ejercía desde 1903, con ejemplar contracción, diligencia y atilada honestidad" [...] "Enamorado de la educación como el artífice de verdad de su obra de arte, no escatimó sacrificio, ni se dio instante de reposo, que lo sustrajera de su grata tarea: la educación. Antequeda en nuestro país sólo tendría símil, por su vocación y apasionamiento con la noble causa, con Sarmiento y Zorilla" [...] "Cuando lleguen las horas serenas recién se apreciará en su justo valor a su artífice como también la solidez del material que le da contornos perdurables a su obra".
Las fuerzas vivas de Entre Ríos le obsequian en homenaje público un álbum que contiene una dedicatoria en la que se enumera su extensa obra y termina expresando: [...] "Por haber, en fin, realizado una obra cultural sin precedentes en nuestra época, por sus resultados positivos y su bien definida orientación técnica". Y en el discurso de despedida pronunciado por el profesor José María Jaime, éste señaló que Antequeda había realizado: "La obra escolar más completa de los tiempos presentes".

### Trabajo en Mendoza
Al poco tiempo de terminar sus funciones en Entre Ríos, en 1914, el gobernador de Mendoza, doctor Francisco Álvarez, le ofrezca la Dirección General de Escuelas de aquella provincia. 
Sus primeras palabras en Mendoza expresan lacónicamente una afirmación de lo que será su obra -no una promesa-; "He venido a mi provincia natal después de treinta años de ausencia -dice- con el alto designio de realizar una profunda obra escolar, a cuya labor consagraré todas mis actividades".
En 1915 crea las primeras escuelas nocturnas para adultos.
El 10 de mayo del mismo año funda la Escuela Normal "Patricias Mendocinas", original creación escolar que contaba con planes de estudios orientados a la formación integral de la mujer, con la finalidad de preparar a las futuras madres para cumplir acabadamente sus deberes en la vida. Al frente de dicho instituto puso a la distinguida educadora Doña Custodia Zuloaga.
Funda el Museo Educacional encargando el mismo al naturalista, profesor Carlos Reed y la Academia de Pintura poniendo a su frente al artista mendocino Juan A. Estrella y al doctor Dionisio G. del Castillo.
Obtiene de los señores Benito Villanueva, Manuel José Correa y Emilio Carrasco una donación de 350 hectáreas en el Valle de Uspallata y con esa base funda la primera Colonia Nacional de Vacaciones del país para maestros y alumnos, encargando la misma a la doctora Elvira Rawson de Dellepiane. Esta obra trascendente, aconsejada por varios congresos pedagógicos halló en Antequeda el ejecutor práctico y la voluntad realizadora, mereciendo además la aprobación de la opinión pública de la época. El entonces diputado nacional, doctor Carlos Saavedra Lamas expresó refiriéndose a la misma: "...se trata de una obra que hará honor a la cultura educacional de la República y atestiguará una vez más en los anales de nuestra instrucción la ya probada competencia del pedagogo que la ha inspirado".
Funda a continuación la Escuela "Uspallata" en el valle del mismo nombre y otra escuela especial en el Borbollón, departamento de Las Heras, que denomina "Casimiro Recuero". Establece también un nuevo Kindergarten anexo a la Escuela "Patricias Mendoncinas".
Siguiendo el plan de Entre Ríos, tendiente a la formación de maestros rurales, funda en Mendoza la Escuela Normal de Maestros, Agropecuaria y de Artes y Oficios "Alberdi", en una fracción de 50 hectáreas sobre la calle Buologne Sur Mer, establecimiento de carácter mixto que, tanto por su personal, instalaciones y orientación técnica agraria, fue el más perfecto establecimiento de ese tipo en Sudamérica.
Crea escuela profesionales para mujeres y varones y una escuela - granja en San Rafael. Establece también talleres de trabajo manual en todas las escuelas.
Un editorial de la época expresa: "En los pocos meses en que ha ocupado la Dirección General de Escuelas de Mendoza, ha hecho más por el progreso de la enseñanza de la provincia que en los veinte años anteriores".
Pero la enorme cantidad de obras escolares concretadas por Antequeda en dos años de labor resienten el tesoro provincial y se le limitan los fondos necesarios. Considerando entonces que no tiene razón de ser su permanencia en el cargo renuncia al mismo el 3 de junio de 1916.

### Trabajo en Buenos Aires
En julio del mismo año el ministro de Justicia e Instrucción Pública de la Nación, doctor Carlos Saavedra Lamas, lo designó rector del Colegio Nacional "Carlos Pellegrini", de Pilar, provincia de Buenos Aires, donde continuó su obra educacional por espacio de dos años, convirtiendo dicho instituto en un establecimiento modelo. Allí terminará su trayectoria educativa.

### Opiniones de él
El profesor José de San Martín, que lo llamara: "primer educacionista americano", lo describe así: "Anchas las espaldas, dilatado el pecho, fornidos los hombros, la cabeza habitualmente inclinada en la noble actitud de los que piensan, todo en él delata la energía viviente de los grandes constructores. Como todo hombre profundo es silencioso. Pero su silencio, como el de las tempestades, dejar sentir la conmoción de las ideas que van a transformarse en hechos. Por lo demás tampoco es hombre de muchas ideas. Acaso en toda su vida no haya tenido más que una idea convertida en pasión al rodar y agrandarse en el declive de los tiempos. Esa pasión generatriz de tantas cosas nobles de su vida, ha sido la enseñanza".
"Todo lo ensayó -dice Manuel S. Alier-, todo lo hizo silenciosa y modestamente, en homenaje a nuestra cultura y a los destinos superiores de nuestra civilización", agregando que fue: "un espíritu generoso, pletórico de ideales sanos" y "un gran señor de la bondad y el desinterés".
El profesor Juan Manuel Chavarría lo conceptúa: "Ordenado, activo, metódico; de juicio ponderado, noble, bondadoso y franco; de modales culto, severo, comprensivo y leal; de mentalidad disciplinada, activo, decidido y perseverante; de conducta imperturbable, honesto y generoso; de temperamento tranquilo, accesible, sencillo y parco; todo ello era expresión de valores positivos, por eso fue creador, hacedor y constructor".
Sabía que su destino no estaría signado por el progreso económico personal. Ya en San Juan al despedir a los egresados de la primera promoción de la Escuela Normal de esa provincia, les había dicho: "Habéis elegido por libre arbitrio la docencia, que significa la austeridad y la pobreza, en que grandes educadores vivieron y rindieron su vida. Vosotros viviréis condenados a ser pobres, pero si cumplís con honestidad y patriotismo vuestro silencio apostolado, enriqueceréis al país".
Retirado de la docencia en 1918, por razones de salud, murió como había previsto: "pobre, casi en el desamparo, después de haber manejado millones".
El 9 de febrero, sus restos fueron trasladados a Paraná y cobijados en la noble tierra entrerriana, a la que dedicara los mejores esfuerzos de su vida, siendo despedidos por el doctor Guillermo Uriburu y el profesor José María Jaime.
Una frase de este último, pudo haber sido el mejor epitafio para su tumba: "Es más lo que hizo, que lo que dejó por hacer".

## Premios y reconocimientos
En 1911, el Presidente del Consejo Nacional de Educación, D. José María Ramos Mejía, le otorga una medalla de oro al conmemorarse el aniversario del fallecimiento de Sarmiento.
En 1912, el Congreso Pedagógico de Córdoba le brinda un voto de aplauso por la labor desarrollada en Entre Ríos.
En 1913, en las jornadas del Congreso del Niño realizadas en Buenos Aires, el Ministro de Instrucción Pública de la Nación, Dr. Carlos Ibarguren lo ubica a su derecha y expresa en su discurso: "Entre Ríos, al frente de cuya administración escolar está un maestros que sigue las huellas de Sarmiento, está colocándose, sino lo ha conseguido ya, en primer término en materia de instrucción pública del país".
En 1913, la Exposición Internacional de Gante (Bélgica) le otorga medalla de oro y diploma de honor por su labor educacional y obras escolares.